# Gaibandha S.
Gaibandha S. är ett underdistrikt i Bangladesh. Det ligger i den norra delen av landet, 200 km norr om huvudstaden Dhaka.
Trakten runt Gaibandha S. består till största delen av jordbruksmark. Runt Gaibandha S. är det tätbefolkat, med 550 invånare per kvadratkilometer.